# Honniganahalli, Kanakapura
Honniganahalli là một làng thuộc tehsil Kanakapura, huyện Ramanagara, bang Karnataka, Ấn Độ.